# Natal em Família
Natal em Família é uma coletânea de canções natalinas interpretadas por artistas da gravadora Som Livre. Todas as canções do álbum foram gravadas exclusivamente para o álbum. Grandes nomes da gravadora, como Victor & Leo, Luan Santana, Claudia Leitte, Sorriso Maroto, Fernando & Sorocaba, Michel Teló, entre outros gravaram canções para o álbum.
A Som Livre disponibilizou em seu canal oficial no Youtube videoclipes de Claudia Leitte, Grupo Bom Gosto e Jesuton em estúdio gravando as canções "Meu Menino Jesus", "Um Feliz Natal (Feliz Navidad)" e "Jingle Bell Rock" respectivamente.
O álbum vendeu 40.000 cópias no Brasil e alcançou o primeiro lugar no TOP 20 Semanal ABPD por diversas semanas entre os anos de 2013 e 2014.

## Lista de Faixas
Lista de faixas retirada da iTunes Store e lista de compositores retirada da Rádio UOL.
| Natal em Família |                                             |                                        |                       |         |  |
| N.º              | Título                                      | Compositor(es)                         | Intérprete(s)         | Duração |  |
| 1.               | "Natal Todo Dia"                            | Maurício Gaetani                       | Sorriso Maroto        | 4:46    |  |
| 2.               | "Então É Natal" (Happy X-Mas (War Is Over)) | Claudio Rabello                        | Luan Santana          | 3:56    |  |
| 3.               | "Sino de Belém" (Jingle Bells)              | Ewaldo Ruy                             | Michel Teló           | 2:26    |  |
| 4.               | "Natal das Crianças"                        | Blecaute                               | Roberta Miranda       | 3:23    |  |
| 5.               | "Um Feliz Natal" (Feliz Navidad)            | Ivan Lins                              | Grupo Bom Gosto       | 2:56    |  |
| 6.               | "Dindon Dindon"                             | Fátima Carvalho                        | Laís                  | 4:12    |  |
| 7.               | "Natal Branco" (White Christmas)            | Marino Pinto Irving Berlin             | Fernando & Sorocaba   | 3:17    |  |
| 8.               | "Jingle Bell Rock"                          | Joseph Carleton Beal James Ross Boothe | Jesuton               | 2:30    |  |
| 9.               | "Meu Menino Jesus"                          | Erasmo Carlos Roberto Carlos           | Claudia Leitte        | 5:01    |  |
| 10.              | "Noite Feliz"                               | Leo Chaves Ditado Popular              | Victor & Leo          | 4:47    |  |
| 11.              | "O Homem de Nazareth"                       | Cláudio Fontana                        | Raça Negra            | 3:23    |  |
| 12.              | "Jesus Cristo"                              | Erasmo Carlos Roberto Carlos           | Cristiano Araújo      | 2:50    |  |
| 13.              | "Para Não Ser Triste"                       | Edson Borges                           | João Neto & Frederico | 3:12    |  |
| 14.              | "Boas Festas"                               | Assis Valente                          | Gaby Amarantos        | 2:45    |  |
| 15.              | "O Velhinho"                                | Octávio Filho                          | Gabriel Valim         | 2:18    |  |
| 16.              | "Novo Tempo"                                | Ivan Lins Vitor Martins                | André Valadão         | 2:37    |  |
| 17.              | "Depende de Nós"                            | Ivan Lins Vitor Martins                | Thaeme & Thiago       | 3:11    |  |

| Natal em Família – Faixas bônus |                               |                              |                          |         |  |
| N.º                             | Título                        | Compositor(es)               | Intérprete(s)            | Duração |  |
| 18.                             | "Nossa Senhora"               | Erasmo Carlos Roberto Carlos | Padre Reginaldo Manzotti | 5:56    |  |
| 19.                             | "Natal da Galinha Pintadinha" | Marcos Luporini              | Galinha Pintadinha       | 1:19    |  |

## Desempenho comercial

### Paradas semanais
| Tabela Musical (2013-14)     | Melhor posição |
| ---------------------------- | -------------- |
| Brasil (TOP 20 Semanal ABPD) | 1              |

| País (Provedor) | Certificação | Vendas |
| --------------- | ------------ | ------ |
| Brasil (ABPD)   |              | 40.000 |